# Acianthera tikalensis
Acianthera tikalensis là một loài thực vật có hoa trong họ Lan. Loài này được (Correll & C.Schweinf.) Pridgeon & M.W.Chase mô tả khoa học đầu tiên năm 2001.